# Pont-de-Barret
Pont-de-Barret ist eine französische Gemeinde mit 659 Einwohnern (Stand 1. Januar 2022) in der Region Auvergne-Rhône-Alpes im Département Drôme; sie gehört zum Kanton Dieulefit im Arrondissement Nyons. Die Einwohner werden Pontois bzw. Pontoises genannt.

## Geografie
Zwischen den Bergen Sainte Euphémie im Norden, Éson im Nordosten und Briesse im Osten eingebettet liegt Pont-de-Barret auf einer mittleren Höhe von 415 Metern über dem Meeresspiegel im Tal des Roubion und seines in ihn mündenden Nebenlaufs, der Rimandoule. Bis zur nordwestlich gelegenen Stadt Dieulefit sind es 15 Autokilometer, bis Montélimar 23 Kilometer. Nachbargemeinden sind Soyans, Félines-sur-Rimandoule, Rochebaudin, Eyzahut, Salettes, Charols und Manas.

## Bevölkerungsentwicklung
| Jahr                       | 1911 | 1962 | 1975 | 1982 | 1990 | 1999 | 2009 | 2016 |
| Einwohner                  | 707  | 414  | 424  | 385  | 453  | 459  | 579  | 671  |
| Quellen: Cassini und INSEE |      |      |      |      |      |      |      |      |

## Geschichte
Das Dorf ist gallo-römischen Ursprungs und trug früher den Namen Savenna. Im 9. Jahrhundert verließen die Bewohner und Mönche die Ebene und siedelten sich auf der Anhöhe Saint-Rambert an. Im 11. Jahrhundert wurde an den Barres genannten Felsen eine Brücke über den Roubion errichtet, die eine neuerliche Ansiedlung im Tal – am Pont de la Barre – entstehen ließ, woraus der heutige Ortsname Pont de Barret wurde. Kern der neuen Ansiedlung am linken Ufer des Roubion wurde die Kirche Notre-Dame de la Brune. Der Ort wurde Festung der Grafen von Valentinois, im 14. Jahrhundert wurde diese von Raymond de Turenne weitgehend zerstört.
In Pont-de-Barret wurde schon früh das Gewerbe der Seidenspinnerei etabliert, die ab Beginn der Industrialisierung mit Hilfe der Wasserkraft betrieben wurde.
Am 13. Mai 1901 gegen acht Uhr morgens erschütterte ein Erdbeben der Stärke VII das Drôme, dessen Epizentrum um Saou, Manas und Pont-de-Barret lag; im Ort stürzten Schornsteine ein, Häuser wurden beschädigt und auch die Kirche.
Im Ort gibt es eine Mineralquelle, einen sogenannten kalkhaltigen Kohlensäuerling.

## Sehenswürdigkeiten
- Château Saint-Ferréol: Ruine auf einem Felsmassiv über dem Fluss, es stammt aus dem elften Jahrhundert und war Teil des alten Dorfes.
- Kirche Notre-Dame de la Brune, deren älteste Teile im Chor wohl schon aus dem 9. Jahrhundert stammen dürften. Ehemalige Klosterkirche eines Benediktiner-Priorats in der Abhängigkeit von der Abtei Saint-Chaffre-le-Monastier.[2] Sie gilt als eines der nördlichsten Bauwerke der provenzalischen Romanik.
- mittelalterliche Steinbrücke im Ort, die den Roubion überquert.
- Châteauvieux: Außerhalb des Ortes auf dem Montagne-de-Sainte-Euphémie gelegene vorrömische und dem frühen Mittelalter zugeordnete Ruinen von einem Turm und Reste einer Burg

## Persönlichkeiten
- Patrick Beaugiraud, Oboist, Interpret von Barockmusik, insbesondere von Georg Friedrich Händel